# Valerianella locusta
Valerianella locusta là một loài thực vật có hoa trong họ Kim ngân. Loài này được (L.) Betcke miêu tả khoa học đầu tiên năm 1826.

## Hình ảnh

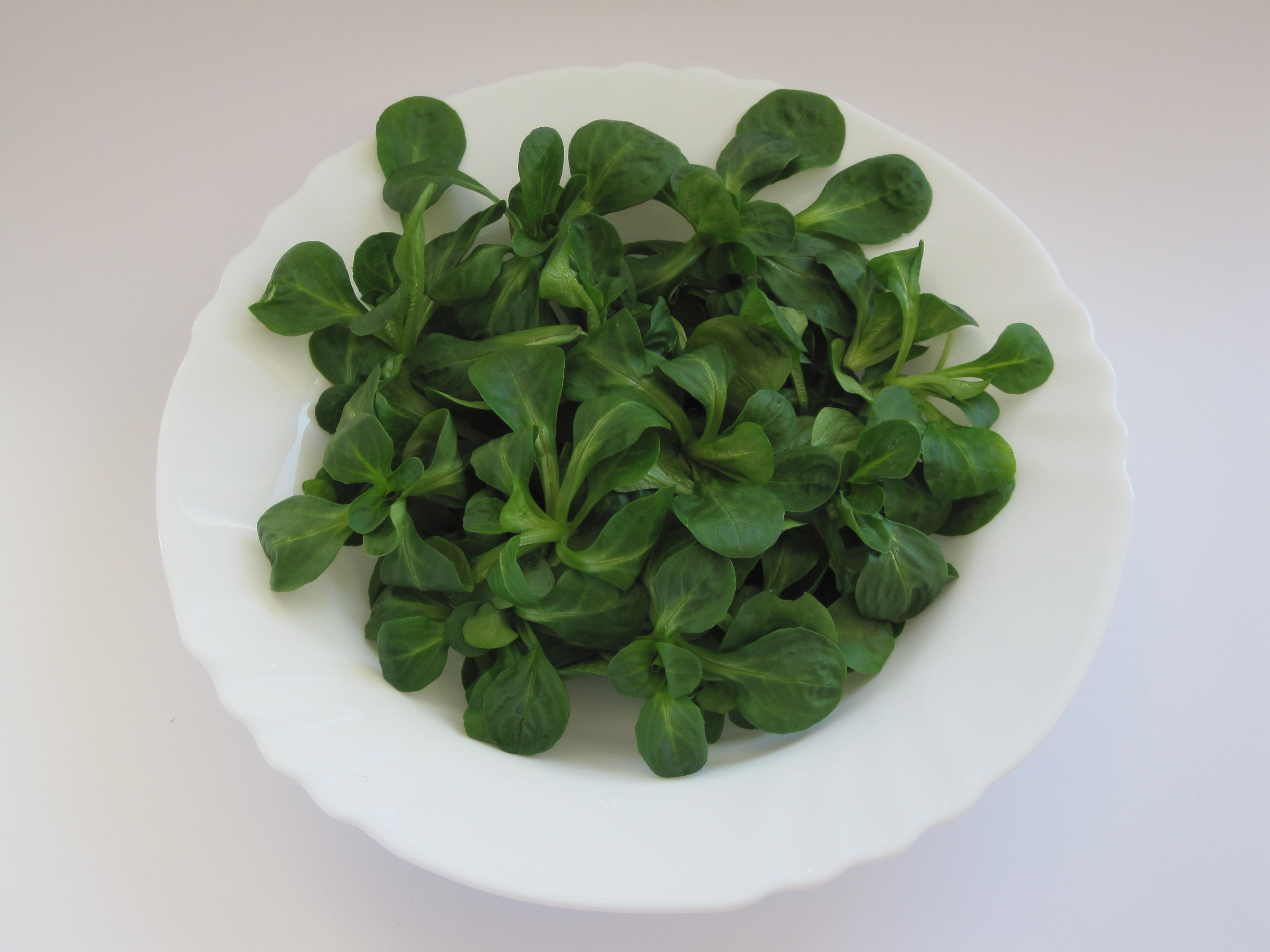
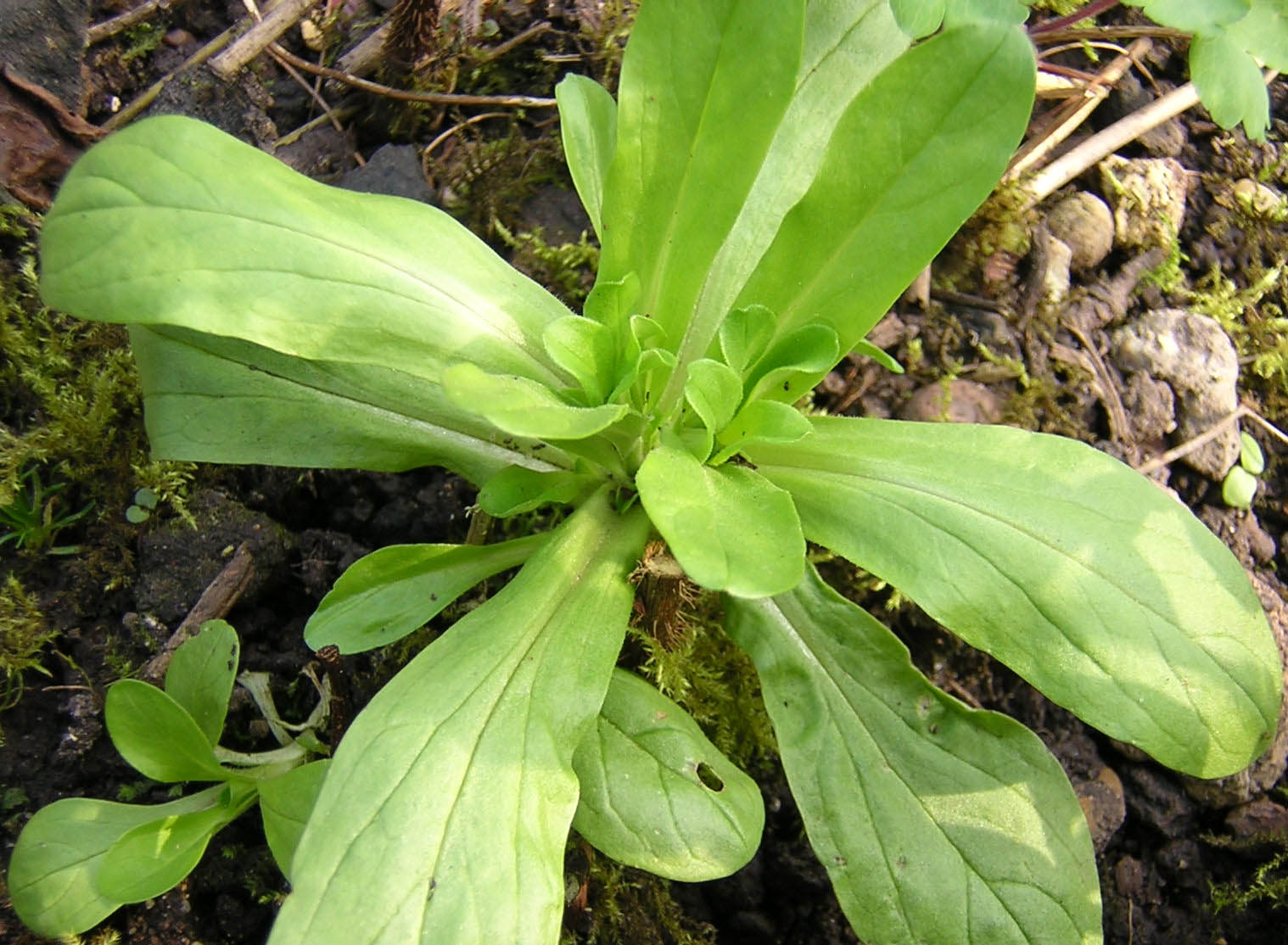
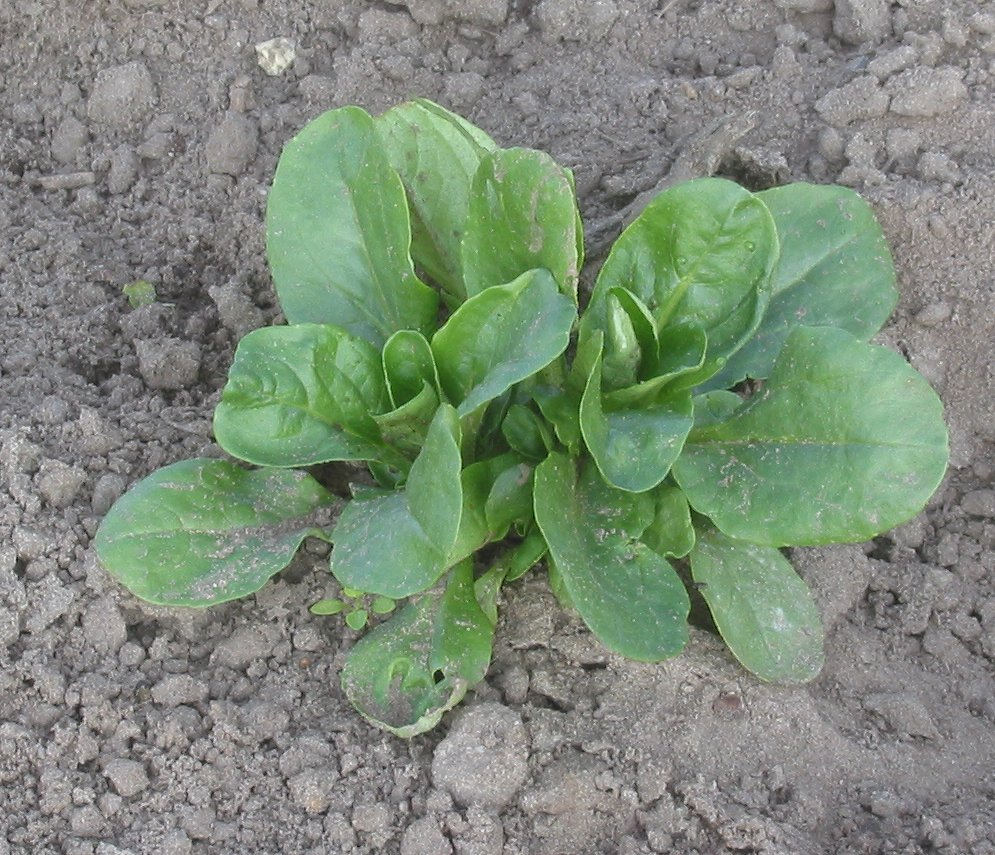
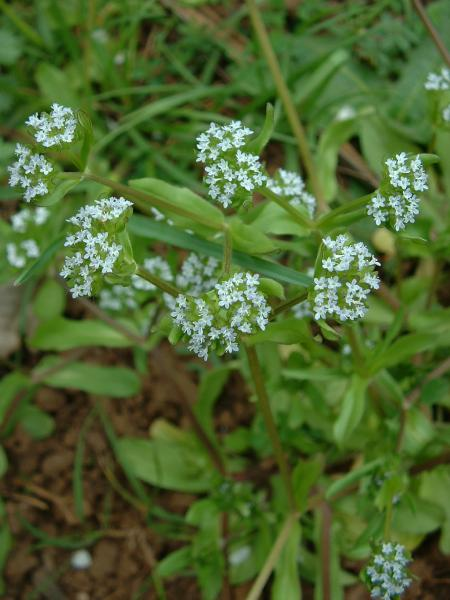